# Löbbenkopf
Der Löbbenkopf, auch Lep’mkopf, ist ein 2917 m ü. A. Berggipfel im Gschlößkamm der Venedigergruppe im Norden Osttirols. Die Erstbesteigung des Löbbenkopfs ist nicht überliefert, der Nordostgrat wurde 1920 von F. Malcher bestiegen. Der Name des Löbbenkopfs leitet sich vom mundartlichen Wort Leipen (slowenisch lépen) ab, das die Bedeutung „großes Blatt“ hat bzw. vielleicht auch Platte bedeutete. Als Bedeutung des Namens Löbbenkopf kann daher „Plattenkopf“ oder „Steinkopf“ angenommen werden.

## Lage
Der Löbbenkopf liegen im östlichen Zentrum der Venedigergruppe im Osten des Gschlößkamm bzw. im Norden von Matrei in Osttirol. In der Kernzone des Nationalparks Hohe Tauern gelegen befindet sich der Löbbenkopf am Nordostgrat der Kristallwand (3310 m ü. A.), der weiter nach Nordosten zum Löbbentörl (2770 m ü. A.) und zum Inneren Knorrkogel (2882 m ü. A.) verläuft. Im Norden befindet sich das Schlatenkees, im Süden erstreckt sich das Kristallwandkees. Das Kristallwandkees reichte Anfang der 1870er Jahre noch bis zum Löbbenkopf, zog sich jedoch im Zuge des Gletscherschwundes seit der Mitte des 19. Jahrhunderts stark zurück. Südöstlich des Löbbenkopfs entspringt der Löbbenbach, östlich befindet sich die Zedlacher Ochsenalm. Nächstgelegene Schutzhütten sind die Badener Hütte im Süden und die Alte Prager Hütte im Norden.

## Aufstiegsmöglichkeiten
Der leichteste Anstieg auf den Löbbenkopf hat seinen Ausgang am Löbbentörl, das von Norden von der Alten Prager Hütte oder von Süden von der Badener Hütte erreicht werden kann. Zudem führt der Wildenkogelweg vom Tauerntal (Ortschaft Tauer) bis zum Löbbentörl. Aus dem Löbbentörl ist der Löbbenkopf über die Südwestflanke erreichbar, wobei der Weg südlich unter dem Löbbentörl über Schutt und Schrofen zum Gipfel führt (unschwierig). Schwieriger gestaltet sich der Anstieg am Nordostgrat direkt vom Löbbentörl aus (II).